# Hängetheodolit

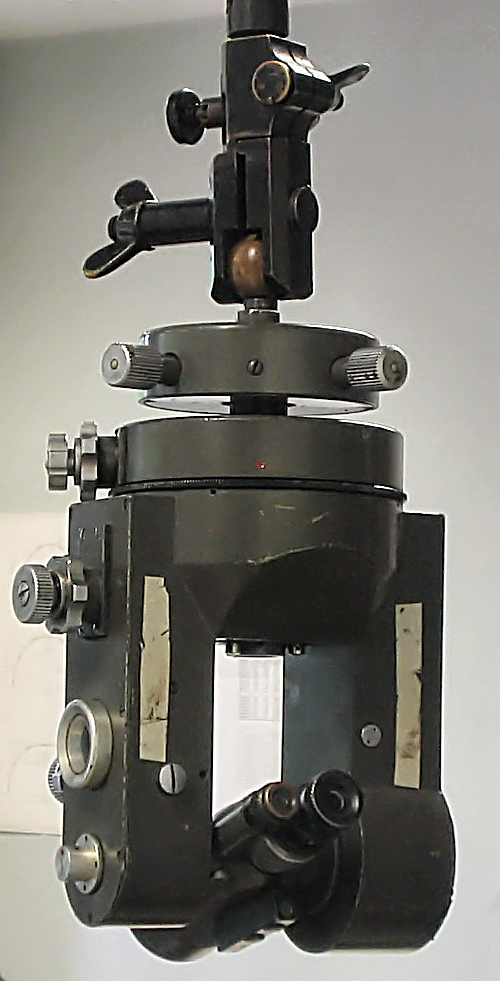
Hängetheodolit Temin von F. W. Breithaupt & Sohn

Der Hängetheodolit ist ein Messinstrument zur Winkelmessung. Er stellt eine Sonderbauform des Theodolits dar und wird hauptsächlich im Bergbau in engen Grubenräumen eingesetzt. Der Hängetheodolit ist grundsätzlich wie ein Standtheodolit aufgebaut, hängt aber umgekehrt an einem Stahlpfriemenzapfen, der mit Zwingen am Grubenausbau angeschraubt oder magnetisch befestigt wird. Dadurch ist eine Zwangszentrierung gewährleistet. An den gleichen Stahlpfriemenzapfen werden auch die Zielzeichen befestigt. Diese sind als Doppelkegel ausgebildet, die in einer Kette hängen, deren Länge dem lotrechten Abstand vom Pfriemen zur Kippachse des Hängetheodoliten entspricht. Damit kann die Instrumentenhöhe unberücksichtigt bleiben.